# Lac de Blidinje
Le lac de Blidinje (en bosnien : Blidinjsko jezero) est un lac glaciaire situé en Bosnie-Herzégovine, sur le territoire des municipalités de Posušje et de Tomislavgrad. Il fait partie du parc naturel de Blidinje.

## Présentation
Ce lac est le plus grand lac de montagne du pays[réf. nécessaire]. Situé à 1 185 m d'altitude, il s'étend sur une longueur 2,5 km et une largeur de 2,1 km. Sa profondeur maximale est de 3 m, et sa profondeur moyenne de 0,5 m.

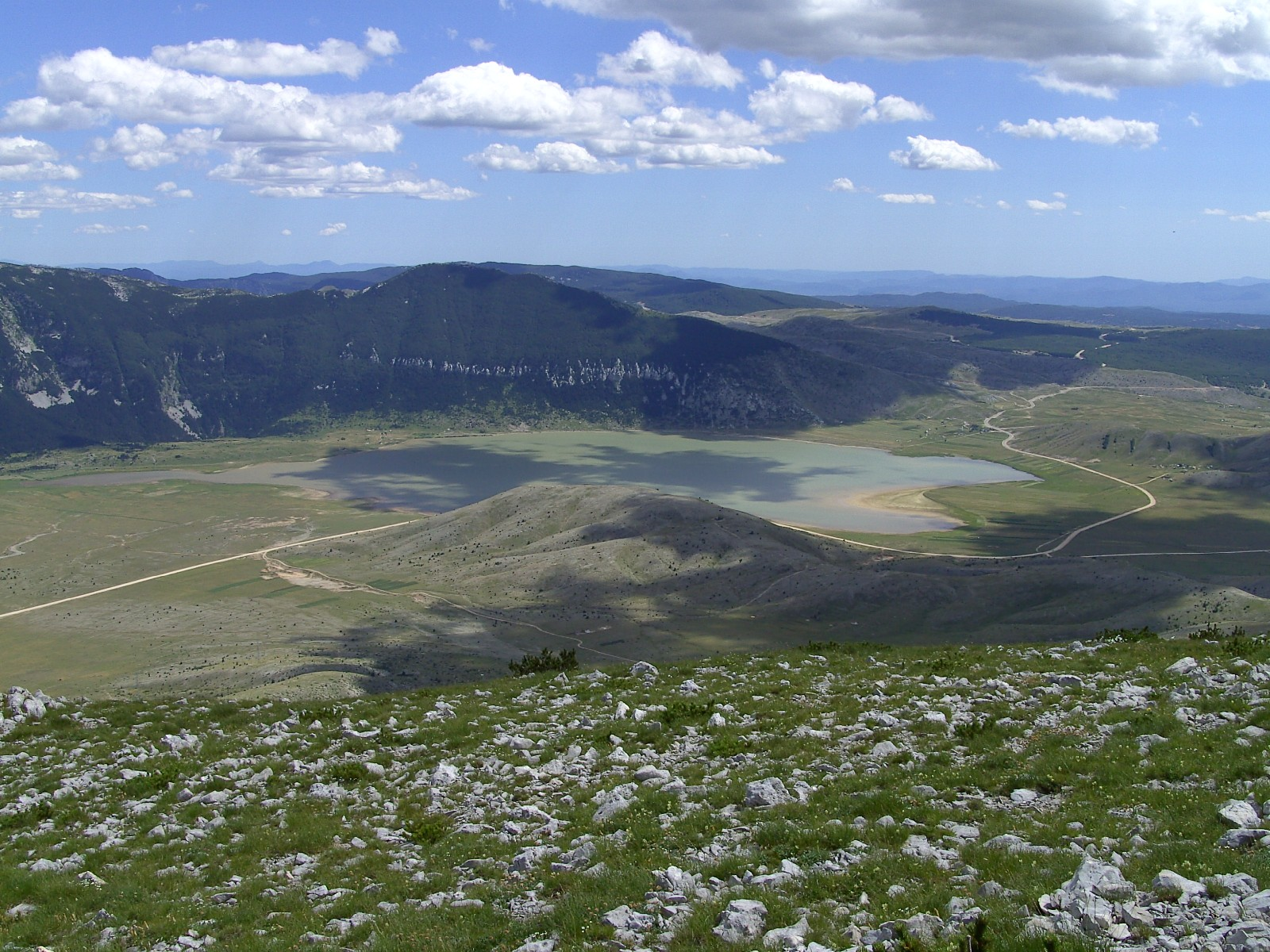
Le lac vu depuis le mont Vran

## Protection
Depuis 1965, le lac figure sur la liste des monuments naturels géo-morphologiques. La zone protégée s'étend sur 92,40 ha.